# Diego Martel
Diego Martel Barth-Hansen (* 15. Januar 1948 in Malabo, damals Teil von Spanien, heute Äquatorialguinea; † April 2021 in Santa Cruz de Tenerife) war ein spanischer Schwimmer.

## Biografie
Diego Martel kam 18 Mal auf internationaler Ebene zum Einsatz. Bei den Olympischen Sommerspielen 1968 in Mexiko-Stadt belegte er im 4 × 200-m-Freistil-Staffelwettkampf den 10. Rang. Martel nahm zudem an den Mittelmeerspielen 1967 teil.
Beruflich war Martel als Neurochirurg in Las Palmas de Gran Canaria und später in Santa Cruz de Tenerife tätig.
Er starb im April 2021 im Alter von 73 Jahren.